# Red Legs
Red Legs es el nombre de una compañía de exploradores voluntarios de la frontera de Kansas de entre 50 y 150 hombres. Durante los primeros años de la Guerra de Secesión, abundaban en el oeste de Misuri partidas de guerrilleros sudistas que a menudo cruzaban la frontera para atacar en Kansas. Con el fin de proteger dicha frontera y ayudar a la causa de la Unión, se formó la compañía de los Red Legs cuyo nombre proviene de los sobrepantalones de color rojo que solían vestir. No está claro el año de su origen, discutiéndose como más probables los años 1862-63. Tampoco se ponen de acuerdo los historiadores sobre los fundadores de la compañía, apuntándose los nombres de George H. Hoyt, el senador Jim Lane, o los generales Ewing y Blunt como posibles fundadores.
Miembro conocido de los Red Legs fue James B. Hickock, más conocido como Wild Bill Hickock.
- Datos: Q2891815